# Кротынь
Кротынь — деревня в Устюженском районе Вологодской области.
Входит в состав Устюженского сельского поселения, с точки зрения административно-территориального деления — в Устюженский сельсовет.
Расположена на левом берегу реки Молога. Расстояние по автодороге до районного центра Устюжны — 7 км. Ближайшие населённые пункты — Ветренниково, Ганьки, Игумново.
В деревне имеется родник, рядом расположен сосновый лес.
Население по данным переписи 2002 года — 14 человек.